# Alexander Ritter

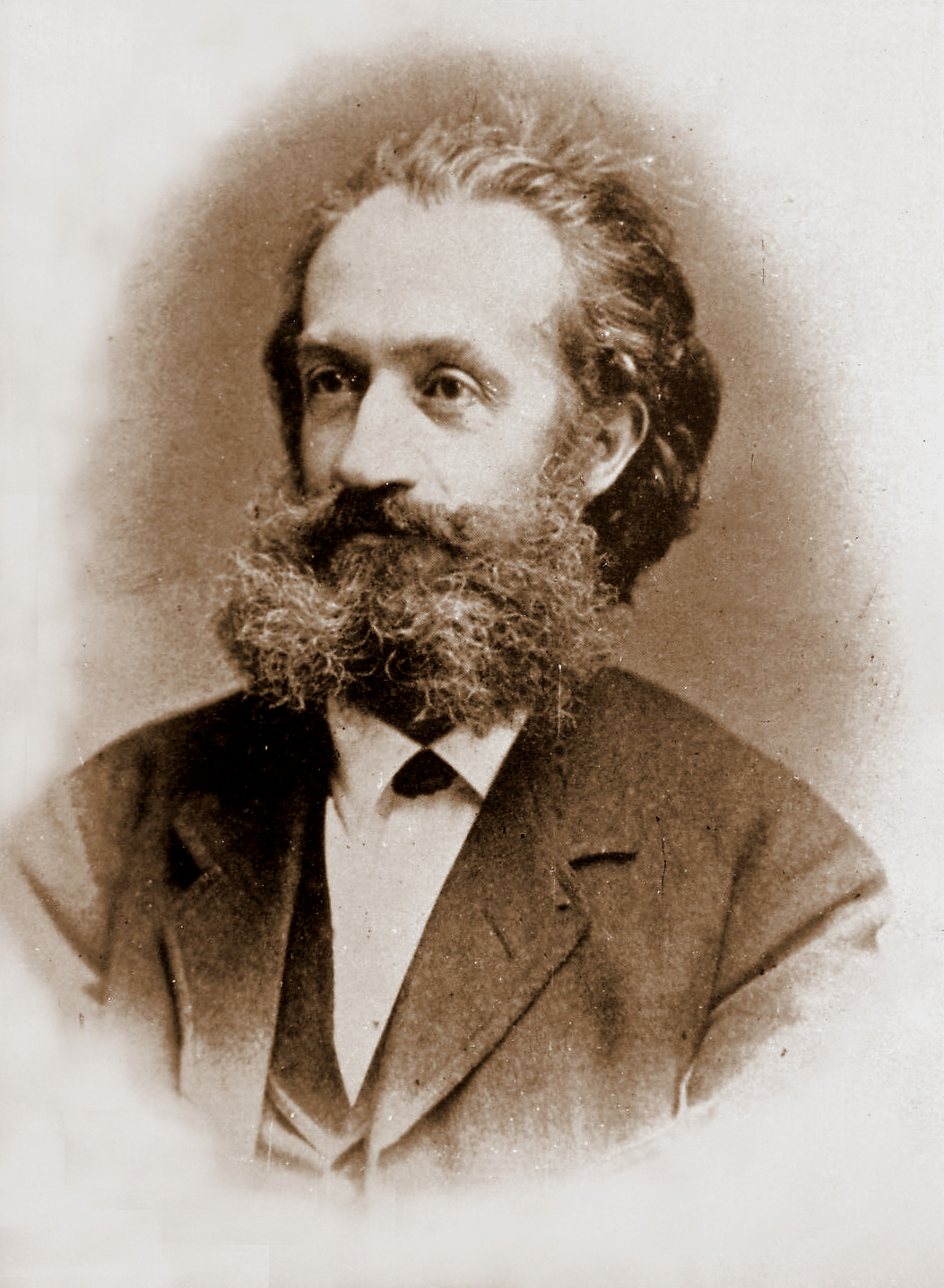
Alexander Ritter

Alexander Ritter (Narva, 7 juni 1833 - München, 12 april 1896) was een Baltisch-Duitse componist, violist, dirigent en muziekhandelaar. Hij was een overtuigd Wagneriaan en is vooral bekend gebleven als de man die zijn protegé Richard Strauss op het spoor van de Nieuw-Duitse School zette.

## Leven en werk
Ritter was afkomstig uit het toenmalige Russische Gouvernement Estland. Op achtjarige leeftijd kwam hij met zijn ouders in Dresden terecht, waar hij vioollessen kreeg van François Schubert. Later studeerde hij aan het conservatorium van Leipzig. In 1854 trouwde hij met de actrice Franziska Wagner, een dochter van Richard Wagners broer Albert. Daarmee was hij niet alleen in muzikaal opzicht Wagneriaan, maar was hij ook aan diens familie gelieerd. Hij kreeg een betrekking in Franz Liszts Hofkapel in Weimar en was vervolgens tussen 1856 en 1858 Theaterkapellmeister in Stettin. In 1875 vestigde hij zich in Würzburg, waar hij in 1875 een muziekhandel opzette. In 1882 sloot hij zich aan bij het orkest van Hans von Bülow in Meiningen: Von Bülow had evenals Ritter bij Schubert gestudeerd. In 1886 vestigde Ritter zich in München.
Als componist liet Ritter twee opera's, 58 liederen, kamermuziek en een groot aantal symfonische gedichten na, die geen van alle repertoire hebben gehouden. Ook heeft hij zijn sporen nagelaten in het oeuvre van Ludwig Thuille en Richard Strauss: voor Thuille schreef hij het libretto voor diens eerste opera, Theuerdank (die pas na Ritters dood in première zou gaan) en voor Strauss maakte hij het gedicht dat deze in de partituur van Tod und Verklärung opnam, een stuk dat toen overigens al voltooid was. Zowel Thuille als Strauss waren dankzij Ritter in aanraking gekomen met de Nieuw-Duitse School, waarvoor Ritter zich fervent inzette. Ritters vriend Strauss dirigeerde in Weimar ook de premières van zijn beide opera's, Der faule Hans en Wem die Krone.
Ook bij zijn overlijden in 1896, tien maanden na de dood van zijn vrouw, was Ritters eigen werk buiten Duitsland nauwelijks bekend.
De Oostenrijkse dirigent Siegmund von Hausegger, die met Ritters dochter Hertha was getrouwd, publiceerde in 1907 een biografie.

## Selectie van werken
- 1876-1878: Der faule Hans. Opera in één akte, naar Felix Dahn.
- 1888-1890: Wem die Krone? Opera in één akte.
- Olafs Hochzeitsreigen. Symphonischer Walzer für grosses Orchester. Op. 22.
- Sursum corda!. Eine Sturm- und Drang-Phantasie op. 23.
- Graf Walther und die Waldfrau, op. 24.

- Bibsys: 90980323
- Biblioteca Nacional de España: XX1337192
- Bibliothèque nationale de France: cb14802755s (data)
- Gemeinsame Normdatei: 119322897
- International Standard Name Identifier: 0000 0000 6632 1684
- Library of Congress Control Number: no93005658
- Nationale Bibliotheek van Letland: 000273651
- MusicBrainz: ac67341a-824a-4f99-b34c-869953de0628
- Nationale Bibliotheek van Tsjechië: xx0079220
- Nationale Bibliotheek van Israël: 987007296247205171
- Nationale Bibliotheek van Polen: a0000003423774
- Nationale en Universitaire bibliotheek Zagreb: 000060831
- Nederlandse Thesaurus van Auteursnamen: 168381478
- Istituto Centrale per il Catalogo Unico: MUSV055626
- SNAC: w6f481rj
- Système universitaire de documentation: 242020224
- Virtual International Authority File: 3278109
- WorldCat: E39PBJc7R7t4p4WX964Jk7fg8C